# William Sealy Gosset

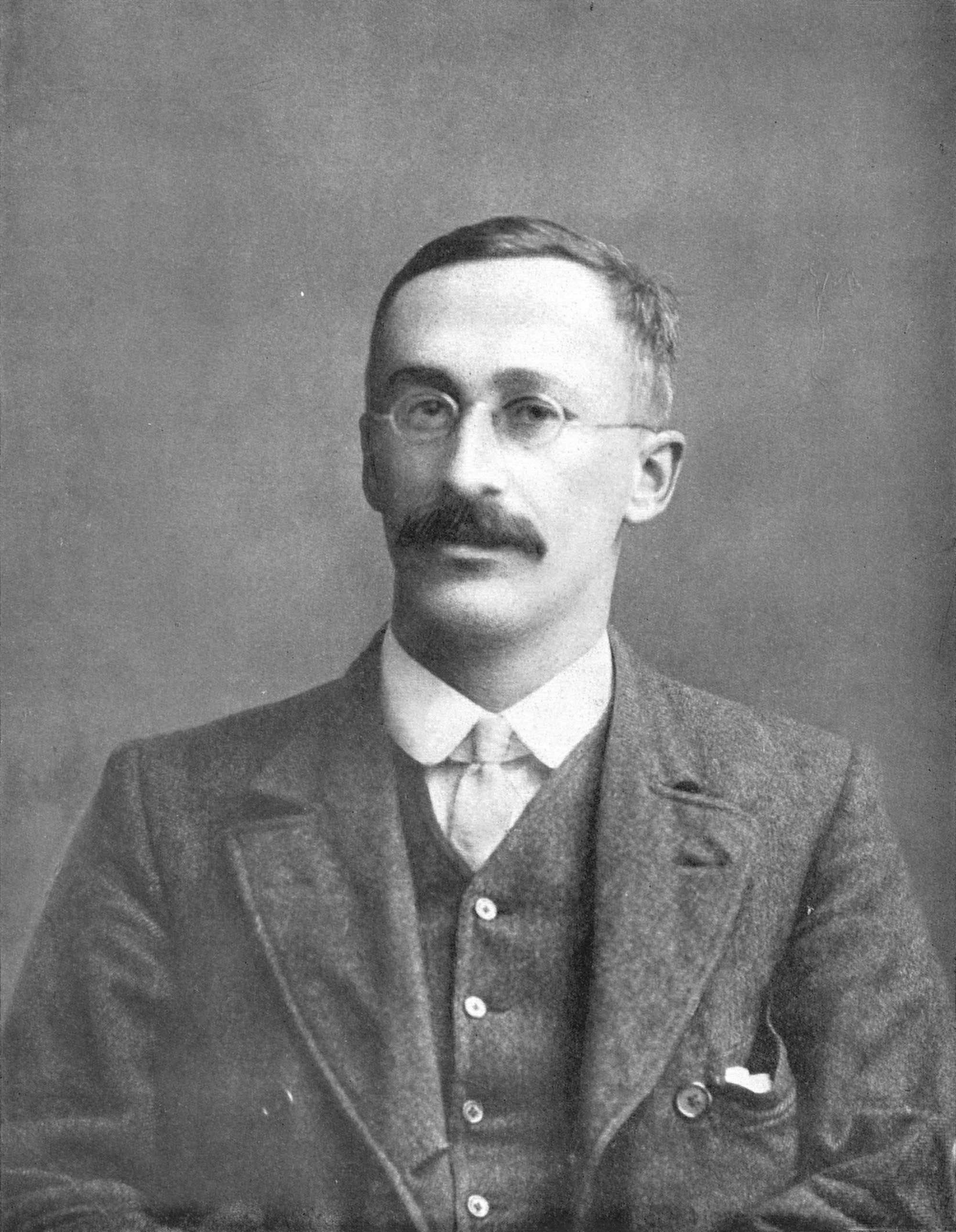
William Sealy Gosset, 1876-1937

William Sealy Gosset (ur. 13 czerwca 1876 w Canterbury, zm. 16 października 1937 w Beaconsfield) – angielski statystyk.

## Życiorys
Publikował pod pseudonimem Student (stąd nazwa wprowadzonego przez niego w roku 1908 rozkładu prawdopodobieństwa: rozkład Studenta). Przez większość życia pracował w browarach Guinnessa w Dublinie i w Londynie. Zajmował się tam m.in. kontrolą jakości piwa i surowców do jego produkcji, co doprowadziło go do rozważań nad statystyką i szacowaniem nieznanych parametrów. Ukończył studia w New College w Oksfordzie, gdzie skupiał się na matematyce i naukach przyrodniczych. Dodatkowo posługiwał się jednak genialną intuicją (porównywano go pod tym względem do fizyka Michaela Faradaya), co sprawiło, że wniósł wielki wkład w rozwój metod statystycznych (estymacji, testowania hipotez statystycznych) i wiedzy o projektowaniu eksperymentów.